# Daviesia genistifolia
Daviesia genistifolia är en ärtväxtart som beskrevs av George Bentham. Daviesia genistifolia ingår i släktet Daviesia, och familjen ärtväxter. Inga underarter finns listade i Catalogue of Life.